# Мровіно
Мровіно (пол. Mrowino) — село в Польщі, у гміні Рокетниця Познанського повіту Великопольського воєводства.
Населення — 1026 осіб (2011).
У 1975-1998 роках село належало до Познанського воєводства.

## Демографія
Демографічна структура станом на 31 березня 2011 року:
|          | Загалом | Допрацездатний вік | Працездатний вік | Постпрацездатний вік |
| -------- | ------- | ------------------ | ---------------- | -------------------- |
| Чоловіки | 504     | 140                | 326              | 38                   |
| Жінки    | 522     | 119                | 330              | 73                   |
| Разом    | 1026    | 259                | 656              | 111                  |